# Love Child
Love Child es una miniserie australiana transmitida del 17 de febrero del 2014 hasta el 4 de julio del 2017 por medio de la cadena Nine Network. La miniserie fue creada por Sarah Lambert.
La serie contó con la participación de los actores y cantantes: Andrew McFarlane, Marshall Napier, Hugo Johnstone-Burt, Tessa James, Paul Gleeson, Les Hill, Paul Pantano, Paula Forrest, Thomas Cocquerel, Emma Birdsall, entre otros...
La miniserie estuvo basada en la vida real de la adopción forzada en Australia por el cual la ex primer ministro Julia Gillard ofreció una disculpa nacional a los afectados en el 2013. Y está se centra en las vidas del personal del hospital Kings Cross ubicado en las calles salvajes de Darlinghurst.
En diciembre del 2017 la cadena anunció que había cancelado la serie, por lo cual no sería renovada para una quinta temporada.

## Historia
La miniserie contó la historia de un grupo de personas que viven, trabajan y juegan en el centro de una revolución cultural y sexual en Kings Cross durante la década de 1960.
En el hospital trabajan: Joan Miller una inteligente y sofisticada partera que regresa a casa desde Londres para tomar un trabajo en el hospital, el doctor Patrick McNaughton, el carismático jefe de obstetricia y Frances Bolton una dura matrona que controla el funcionamiento del "Stanton House" un hogar para mujeres jóvenes solteras que están embarazadas que se encuentra en el hospital Kings Cross. Al hospital también asisten mujeres que quieren ocultar su embarazo de la sociedad luego de tener aventuras y van para dar a luz a sus bebés quienes posteriormente serán dados en adopción.

## Personajes

### Personajes Principales
| Actor                | Personaje              | Trabajo                                      | N.º de episodios | Duración    |
| -------------------- | ---------------------- | -------------------------------------------- | ---------------- | ----------- |
| Jessica Marais       | Joan Miller-Marsh      | Doctora Residente del hospital "Kings Cross" | 36               | 2014 - 2017 |
| Mandy McElhinney     | Frances Bolton         | Matrona del hospital "Kings Cross"           | 36               | 2014 - 2017 |
| Miranda Tapsell      | Martha Tenant-Bowditch | Empleada del Hospital                        | 36               | 2014 - 2017 |
| Sophie Hensser       | Vivian "Viv" Maguire   | -                                            | 34               | 2014 - 2017 |
| Dan Hamill           | Andrew Patterson       | Doctor                                       | 10               | 2017        |
| Danielle Catanzariti | Elena                  | -                                            | 10               | 2017        |
| Darcie Irwin-Simpson | Rita                   | -                                            | 10               | 2017        |
| Sophia Forrest       | Debbie                 | -                                            | 10               | 2017        |

### Personajes Recurrentes
| Actor                   | Personaje          | Trabajo                      | Nº de episodios | Duración    |
| ----------------------- | ------------------ | ---------------------------- | --------------- | ----------- |
| Andy Ryan               | Simon Bowditch     | Doctor Residente             | 28              | 2015 - 2017 |
| Meg Drummond            | -                  | Cantante                     | 13              | 2016 - 2017 |
| Tim Curnick             | -                  | Bajista de "Blue Moon"       | 10              | 2016 - 2017 |
| David Hibbard           | -                  | Baterista de "Velvet Room"   | 9               | 2016 - 2017 |
| Matt Day                | Ross               | Padre                        | 7               | 2017        |
| Paula Baxter            | -                  | Cantante de Apoyo            | 6               | 2017        |
| Cameron Bruce           | -                  | Guitarrista de "Velvet Room" | 6               | 2017        |
| Al Goodman              | -                  | Teclista de "Velvet Room"    | 6               | 2017        |
| Travis Jeffery          | Edward Thornton    | -                            | 5               | 2017        |
| Harriet Gordon-Anderson | Kate               | -                            | 5               | 2017        |
| Sharon Muscat           | -                  | Cantante de Apoyo            | 5               | 2017        |
| Marty Farrugia          | -                  | Trompetista de "Velvet Room" | 4               | 2017        |
| Lianne Mackessy         | Mrs. Greta Ranovic | -                            | 4               | 2017        |
| Jerome Velinsky         | Marco Capobianco   | -                            | 4               | 2017        |
| Ronan Keating           | Lawrence Faber     | -                            | 2               | 2017        |
| Tessa Coulter           | Mrs. O'Reilly      | -                            | 2               | 2017        |
| James Sweeny            | Craig              | -                            | 2               | 2017        |

### Antiguos Personajes Principales
| Actor             | Personaje                 | Ocupación                                    | No. de Episodios | Duración    | Estado |
| ----------------- | ------------------------- | -------------------------------------------- | ---------------- | ----------- | ------ |
| Harriet Dyer      | Patricia "Patty" Saunders | -                                            | 29               | 2014 - 2017 | Muerta |
| Ella Scott Lynch  | Shirley Ryan              | Anfitriona del "The Blue Moon"               | 26               | 2014 - 2016 | -      |
| Gracie Gilbert    | Annie Carmichael          | Activista y Cantante del "The Blue Moon"     | 26               | 2014 - 2016 | -      |
| Jonathan LaPaglia | Patrick McNaughton        | Doctor Obstetra en el hospital "Kings Cross" | 26               | 2014 - 2016 | -      |
| Matthew Le Nevez  | Jim Marsh                 | -                                            | 18               | 2015 - 2016 | -      |
| Lincoln Younes    | Chris Vesty               | -                                            | 17               | 2015 - 2016 | -      |
| Ryan Corr         | Johnny Lowry              | Soldado / Barman del "Blue Moon"             | 9                | 2014 - 2015 | -      |

### Antiguos Personajes Recurrentes
| Actor                    | Personaje       | Ocupación              | N.º de episodios | Duración    |
| ------------------------ | --------------- | ---------------------- | ---------------- | ----------- |
| Ben O’Toole              | Pete            | Sargento de Policía    | 17               | 2014 - 2016 |
| Maya Stange              | Eva McNaughton  | -                      | 16               | 2014 - 2016 |
| Tiarnie Coupland         | Maggie          | -                      | 10               | 2016        |
| Olivia O'Flynn           | Liz             | -                      | 8                | 2016        |
| Jeremy Lindsay Taylor    | Leon            | -                      | 7                | 2016        |
| Marshall Napier          | Greg Matheson   | -                      | 7                | 2015        |
| Charlotte Hazzard        | Helen           | -                      | 7                | 2015        |
| Jessica Joseph-McDermott | Tania           | -                      | 6                | 2015        |
| Ryan Johnson             | Phillip Paige   | -                      | 5                | 2014        |
| Brandon McClelland       | Robert Donnelly | -                      | 3                | 2014 - 2015 |
| Shannon Ashlyn           | Susie           | Enfermera              | 4                | 2014        |
| Andrew McFarlane         | Jim Millar      | -                      | 3                | 2014        |
| Ben Lawson               | Colin Ryan      | -                      | 3                | 2014        |
| Andrew Hazzard           | Rick Allen      | -                      | 3                | 2014        |
| Lindsay Moss             | Malcolm         | Sargento de la Policía | 3                | 2014        |
| Leah Purcell             | Daisy Tenant    | -                      | 3                | 2016        |
| Jacqueline McKenzie      | Mrs. Maguire    | -                      | 2                | 2015        |

## Premios y nominaciones
| Año  | Categoría                                 | Premio               | Nominados (as)                                                        | Resultado |
| ---- | ----------------------------------------- | -------------------- | --------------------------------------------------------------------- | --------- |
| 2018 | Most Popular Actress                      | Logie Award          | Jessica Marais                                                        | Ganó      |
| 2018 | Best Personality on Australian Television | Logie Award          | Jessica Marais                                                        | Nominada  |
| 2016 | Best Actress                              | Silver Logie Award   | Jessica Marais                                                        | Ganó      |
| 2016 | Most Outstanding Supporting Actress       | Silver Logie Award   | Harriet Dyer                                                          | Nominada  |
| 2016 | Most Outstanding Drama Series             | Silver Logie Award   | Love Child                                                            | Nominado  |
| 2016 | Best Drama Program                        | Logie Award          | Love Child                                                            | Nominado  |
| 2016 | Best Guest or Supporting Actress – Drama  | AACTA Award          | Harriet Dyer                                                          | Nominada  |
| 2016 | Best Drama Series                         | AACTA Award          | Tom Hoffie                                                            | Nominado  |
| 2015 | Best Direction Television Drama Series    | ADG Award            | Geoff Bennett                                                         | Nominado  |
| 2015 | Television: Mini-Series – Adaption        | AWGIE Award          | Tim Pye, Cathryn Strickland, Chris McCourt, Jane Allen & Tamara Asmar | Nominados |
| 2015 | Most Popular Actress                      | Logie Award          | Jessica Marais                                                        | Nominada  |
| 2015 | Most Popular Actress                      | Logie Award          | Mandy McElhinney                                                      | Nominada  |
| 2015 | Most Popular New Talent                   | Logie Award          | Harriet Dyer                                                          | Nominada  |
| 2015 | Most Popular New Talent                   | Logie Award          | Miranda Tapsell                                                       | Ganó      |
| 2015 | Most Outstanding Newcomer                 | Graham Kennedy Award | Harriet Dyer                                                          | Nominada  |
| 2015 | Most Outstanding Newcomer                 | Graham Kennedy Award | Miranda Tapsell                                                       | Ganó      |
| 2015 | Most Popular Drama Program                | Logie Award          | Love Child                                                            | Nominado  |
| 2015 | Outstanding Actor in a Drama TV Series    | Golden Nymph Award   | Jonathan LaPaglia                                                     | Nominado  |
| 2015 | Best Drama TV Series                      | Golden Nymph Award   | Playmaker Media                                                       | Nominado  |

## Producción
La serie contó con la participación de los directores Shawn Seet, Shirley Barrett, Geoff Bennett e Ian Barry, y con los escritores Tim Pye, Liz Doran y Sarah Lambert.
Con sólo dos semanas de haberse estrenado a principios de marzo del 2014 se anunció que la serie había sido renovada para una segunda temporada. La preproducción de la nueva temporada comenzará en Sídney en el 2013 y comenzará en la noche de Año Nuevo en 1970.
A principios de marzo del 2014 se anunció que la serie había sido renovada para una segunda temporada, la cual fue estrenada el 5 de mayo del 2015 y terminó el 23 de junio del mismo año. 
El 23 de febrero de 2015 se anunció que la serie había sido renovada para una tercera temporada, la cual fue estrenada el 20 de junio de 2016.
El 8 de noviembre del 2016 se anunció que la serie había sido renovada para una cuarta temporada, la cual fue estrenada el 4 de mayo del 2017.